# 魅形毛鼻鯰
魅形毛鼻鯰，為輻鰭魚綱鯰形目毛鼻鯰科的其中一種，為熱帶淡水魚，分布於南美洲巴西東南部Paranapanema河流域，體長可達6.1公分，棲息在急流區的底層水域，以水生昆蟲為食，生活習性不明。

## 扩展阅读
維基物種上的相關：魅形毛鼻鯰